# Svenska Bosnienbataljonerna

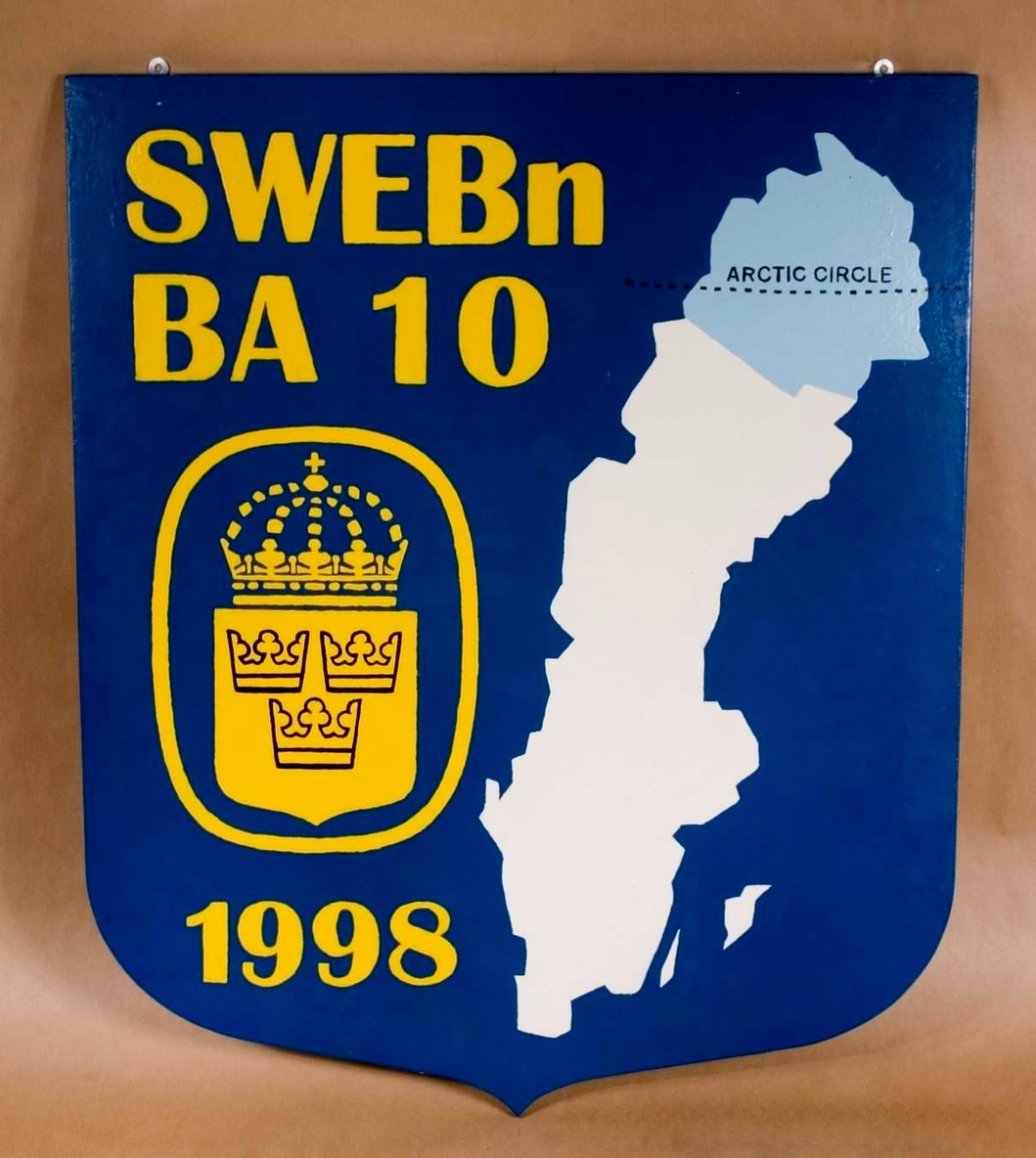
Vapensköld för BA 10

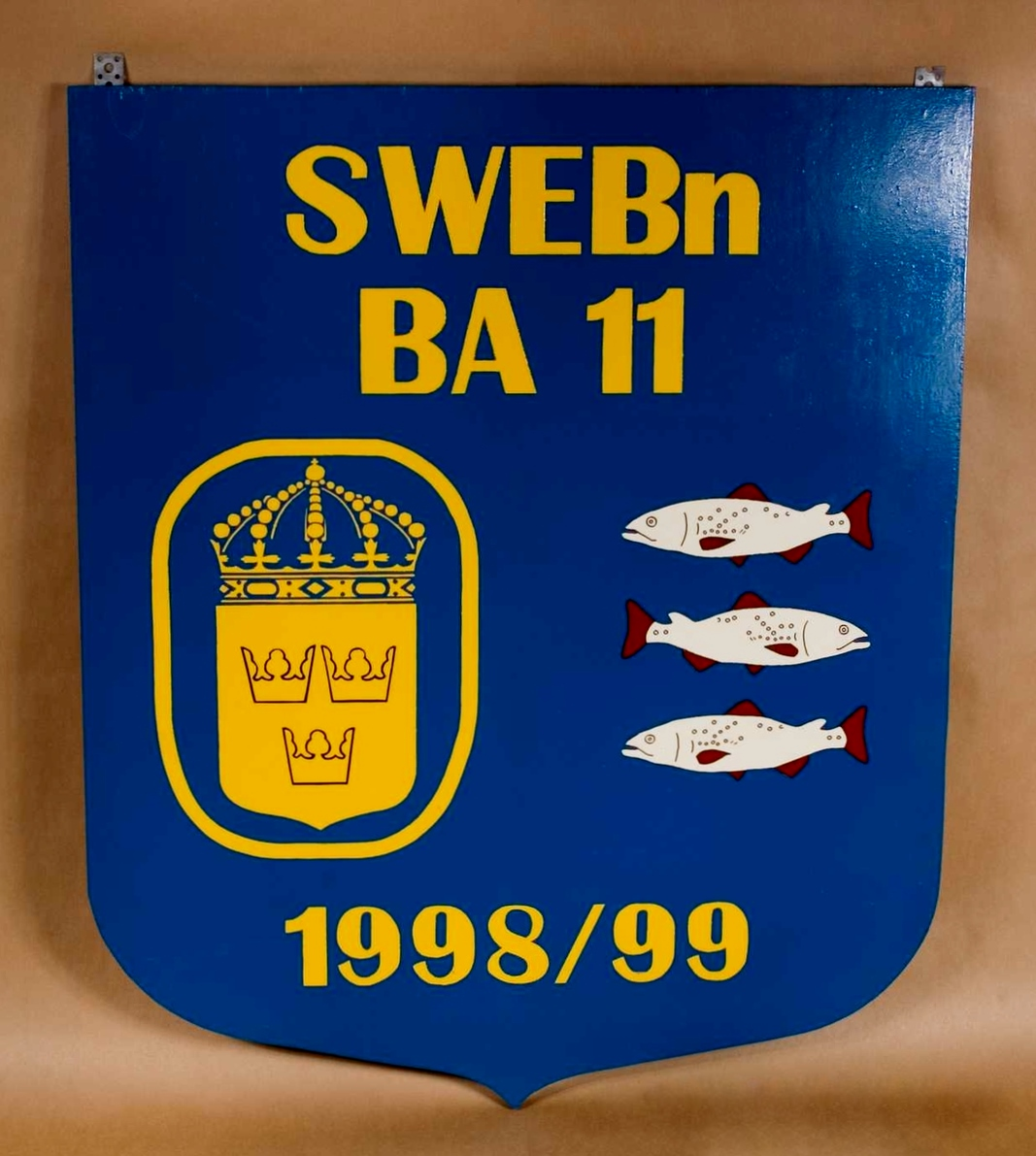
Vapensköld för BA 11

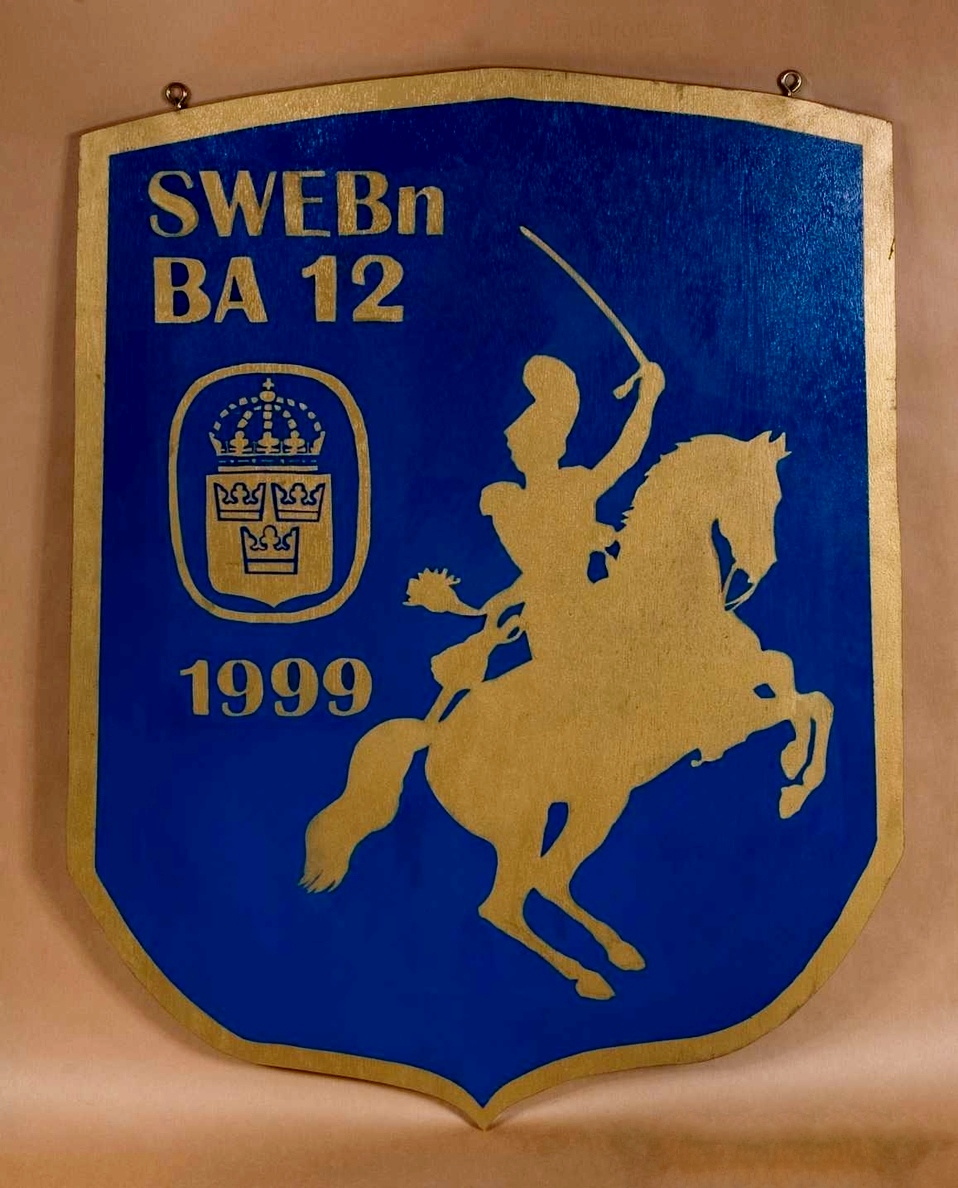
Vapensköld för BA 12

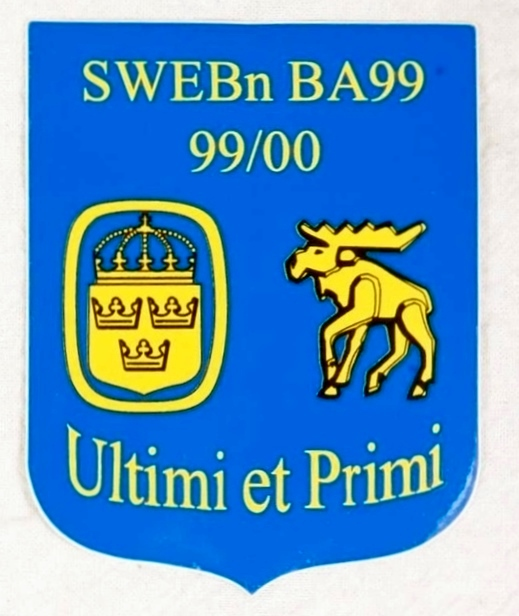
Vapensköld för BA 99

Bosnienbataljonerna var bataljoner av svenska soldater som verkade i olika fredsbevarande styrkor i Bosnien under perioden 1993–2000. Bataljonerna ingick mellan åren 1993 och 1995 i UNPROFOR och från 1995 till 2000 i IFOR/SFOR. Under insatsen omkom totalt sex svenska soldater i olyckor vid sex olika tillfällen.

## BA01–BA05

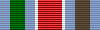
Medaljband för UNPROFOR.

De inledande Nordbat 2-perioden under UNPROFOR (BA01-BA05) gick under FN-flagg
| Förbandskod | Förbandsnamn | Aktivt                                                                   | Huvudman      | Kommentar |
| ----------- | ------------ | ------------------------------------------------------------------------ | ------------- | --- |
| BA01        | Nordbat 2    | September 1993 – mars 1994                                               | UNPROFOR      | Uppsatt av Södermanlands regemente (P 10) tillsammans med Skånska dragonregementet (P 2) och Skaraborgs regemente (P 4). |
| BA02        | Nordbat 2    | April 1994 – september 1994                                              | UNPROFOR      | Uppsatt av Livgrenadjärregementet (I 4) i Linköping                                                                      |
| BA03        | Nordbat 2    | Oktober 1994 – mars 1995                                                 | UNPROFOR      | Uppsatt av Skaraborgsbrigaden (PB 9)                                                                                     |
| BA04        | Nordbat 2    | April 1995 – oktober 1995                                                | UNPROFOR      | Uppsatt av Skånska dragonbrigaden (PB 8) samt Södra skånska brigaden (MekB 7)                                            |
| BA05        | Nordbat 2    | Oktober 1995 – december 1995 (UNPROFOR), december 1995-April 1996 (IFOR) | UNPROFOR IFOR | Uppsatt av Dalabrigaden (NB 13). Första halvan genomfördes under FN-flagg och andra under NATO-flagg                     |

## BA06–BA99

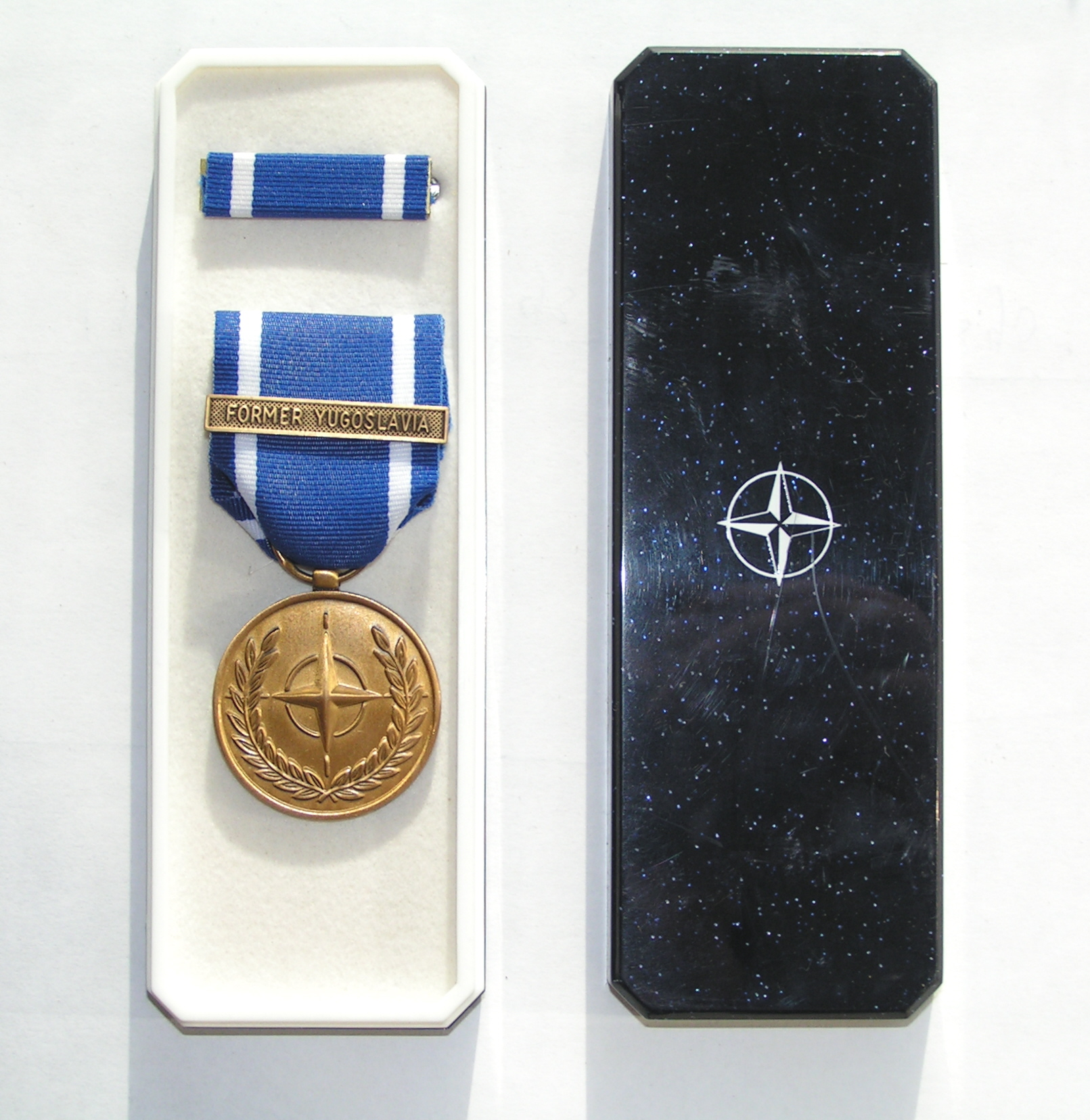
NATO Non-Article 5 medalj för insatser inom före detta Jugoslavien.

BA06 till BA99, de svenska Bosnienbataljonerna existerade först under FN-flagg och slutligen under NATO-flagg.  via IFOR (BA05 till BA07) till SFOR (BA07 till BA99 och den avvecklande styrkan ReDF). 
BA05 var den första svenska bataljonen ställd under NATO-kontroll i samband med skarp verksamhet. Operationen gick under namnet Operation Joint Endeavor och den svenska styrkan tillhörde Task Force Eagle. Svensk trupp hade tidigare endast kommenderats av NATO inom ramen av Partnership for Peace (Partnerskap för fred) - men de var endast multinationella övningar och ej skarp verksamhet.
| Förbandskod | Förbandsnamn        | Aktivt                       | Huvudman      | Kommentar |
| ----------- | ------------------- | ---------------------------- | ------------- | --- |
| BA05        | SWEBAT              | December 1995 - April 1996   | UNPROFOR IFOR | Första halvan under FN-flagg och andra under NATO-flagg Uppsatt av Dalabrigaden (NB 13)                                             |
| BA06        | SWEBAT              | April 1996 - Oktober 1996    | IFOR          | Uppsatt av Värmlandsbrigaden (IB 2)                                                                                                 |
| BA07        | SWEBAT              | Oktober 1996 - April 1997    | IFOR/SFOR     | Uppsatt av Älvsborgsbrigaden (IB 15), Skaraborgsbrigaden och Hallandsbrigaden. Första halvan under IFOR sedan SFOR.                 |
| BA08        | SWEBAT              | April 1997 - Oktober 1997    | SFOR          | Uppsatt av Smålandsbrigaden (IB 12)                                                                                                 |
| BA09        | SWEBAT              | Oktober 1997 - April 1998    | SFOR          | uppsatt av Livgardesbrigaden (MekIB 1)                                                                                              |
| BA10        | SWEBAT              | April 1998 - Oktober 1998    | SFOR          | Uppsatt av Norrbottensbrigaden (MekbB 19)                                                                                           |
| BA11        | SWEBAT              | Oktober 1998 - April 1999    | SFOR          | Uppsatt av Ångermanlandsbrigaden (NB 21)                                                                                            |
| BA12        | SWEBAT              | April 1999 - Oktober 1999    | SFOR          | Uppsatt av Skånska dragonbrigaden (MekB 8)                                                                                          |
| BA99        | SWEBAT              | Oktober 1999 - December 1999 | SFOR          | Sista svenska styrkan på grund av engagemang i Kosovo ((KFOR). Uppsatt av Jämtlands fältjägarregemente och Fältjägarbrigaden (NB 5) |
| ReDF        | Re-Deployment Force | December 1999 - Mars 2000    | SFOR          | Avvecklingsenhet |

## Övriga svenska enheter inom IFOR/SFOR
Utöver den mekaniserade skyttebataljonen fanns även andra stabs- och underhållsfunktioner i området och kringliggande länder.

### Bosnien
I Doboj och Sarajevo verkade svensk stabspersonal från december 1995 till mars 2003. Förbandskoderna var DB01–DB18.
| Förbandskod | Aktivt                          | Huvudman  | Kommentar |
| ----------- | ------------------------------- | --------- | --- |
| DB01        | December 1995 - Juni 1996       | IFOR      | Grupperade i North Pole Barracks                                                                                    |
| DB02        | Juni 1996 - December 1996       | IFOR      | |
| DB03        | December 1996 - Juni 1997       | IFOR/SFOR | |
| DB04        | Juni 1997 - December 1997       | SFOR      | |
| DB05        | December 1997 - Juli 1998       | SFOR      | Finsk Brigadgeneral, Kari Rimpi                                                                                     |
| DB06        |                                 | SFOR      | |
| DB07        |                                 | SFOR      | |
| DB08        |                                 | SFOR      | |
| DB09        |                                 | SFOR      | Grupperade den finska Camp Jussi i Doboj                                                                            |
| DB10        |                                 | SFOR      | Återflyttade sin gruppering till North Pole Barracks                                                                |
| DB11        | 12 februari - 10 september 2001 | SFOR      | Tre soldater i HQ SFOR Sarajevo. Övriga flyttade från Camp Jussi till Nordpol Barracks mellan påsk och sjätte juni. |
| DB12        |                                 | SFOR      | |
| DB13        |                                 | SFOR      | |
| DB14        |                                 | SFOR      | |
| DB15        |                                 | SFOR      | |
| DB16        |                                 | SFOR      | |
| DB17        |                                 | SFOR      | |
| DB18        | - Mars 2003                     | SFOR      | |

Från september 1998 till januari 2000 tillfördes ett sjukvårdskompani med förbandskoderna SM11–SM13. Sjukvårdkompaniet grupperade i Doboj på Camp Mjölner, men bemannade även en ledningsplats på Eagle Base på Tuzla Airbase.
| Förbandskod | Aktivt                      | Huvudman | Kommentar                                                                           |
| ----------- | --------------------------- | -------- | ----------------------------------------------------------------------------------- |
| SM11        | September 98 -April 99      | SFOR     | Tog över uppgiften från NMC i Tuzla och flyttade hela verksamheten till Doboj       |
| SM12        | April 99- Oktober 1999      | SFOR     |                                                                                     |
| SM13        | Oktober 1999 - Januari 2000 | SFOR     | Uppsatt av Jämtlands flygflottilj (F 4). Lämnade över Sjukvårdsuppgiften till Polen |

### Ungern
I Pecs i Ungern fanns från februari 1996 till augusti 2000 en logistikenhet benämnd PE02–PE09. Campen där förbandet verkde hette Camp Anneli.
| Förbandskod | Aktivt          | Huvudman  | Kommentar |
| ----------- | --------------- | --------- | --------- |
| PE02        | Februari 1996 - | IFOR      |           |
| PE03        |                 | IFOR/SFOR |           |
| PE04        |                 | SFOR      |           |
| PE05        |                 | SFOR      |           |
| PE06        |                 | SFOR      |           |
| PE07        |                 | SFOR      |           |
| PE08        |                 | SFOR      |           |
| PE09        | - Augusti 2000  | SFOR      |           |